# Nawal El Saadawi
Nawal El Saadawi (arabiska: نوال السعداوي, Nawāl as-Saʿdāwī), född 27 oktober 1931 i Kafr Tahla i al-Qalyubiyya, död 21 mars 2021 i Kairo, var en egyptisk författare, läkare och politisk aktivist.

## Biografi
Nawal El Saadawi studerade till läkare med psykiatrisk inriktning på Kairos universitet. År 1963 erhöll hon en hög post på hälsoministeriet, men med tiden blev hennes politiska aktivitet och arbete för kvinnors rättigheter ett problem, och kort därefter avskedades hon. I september 1981 fängslades El Saadawi av den egyptiska regimen men blev frisläppt efter tre månader. Efter tiden i fängelset fortsatte El Saadawi att arbeta som förut och 1982 grundade hon Arab Women’s Solidaritet Association (AWSA) vilket senare lades ner av den egyptiska staten.
El Saadawi stötte fortsättningsvis på motstånd både i religiösa och politiska kretsar, vilket ledde till censur av hennes böcker samt hot mot hennes liv, vilket fick henne att gå i exil i Europa. Under åren 1992–1996 verkade El Saadawi som gästföreläsare vid Duke University i USA. År 1996 återvände hon till Egypten och fortsatte då att arbeta för kvinnors rättigheter och hon gav ut ett flertal böcker som väckt stor uppmärksamhet internationellt. El Saadawi var en av sin samtids främsta kritiker av de patriarkala strukturerna inom islam och det förtryck som kvinnor utsätts för. Hennes mest kända böcker är Woman at Point Zero (1973) och The Hidden Face of Eve (1977).
El Saadawi skrev fackboken Women and Sex, som bland annat tar upp kvinnlig omskärelse. Eftersom den inte kunde komma ut i Egypten på grund av censuren, gav hon ut den 1970 i Beirut på arabiska och 1972 på engelska.
Hon skrev sina böcker på arabiska, och hennes före detta make Sherif Hetata översatte dem till engelska.
| ”                                 | Efter ett långt liv har jag fått lyckan att bevittna och delta i den egyptiska revolutionen den 25 januari 2011....Miljontals egyptier, muslimer och kristna, från alla åsiktsriktningar och ideologier, sammansvetsar för närvarande folket under en spontan folklig revolutions baner. Det är en revolt mot en alltigenom tyrannisk och korrupt regim, alltifrån den helige farao, som klänger sig fast vid sin tron och utgjuter folkets blod... | „ |
| – Nawal El Saadawi, februari 2011 | |   |

El Saadawi nominerades flera gånger till Nobelpriset i litteratur och nämndes ofta i förhandsspekulationerna om priset. Hon tilldelades 2012 års Stig Dagermanpris.

## Verk översatta till svenska
- Röst ur djupet (Imraʾah ʻinda nuqṭat al-ṣifr) (översättning Marina Stagh och Hadi Kechrida, Askild & Kärnekull, 1983)
- Och tiden står stilla vid Nilen (ar-Raǧul uā al-wāhid ʻala al-ārd) (översättning Ingvar Rydberg, Ordfront, 1987)
- Imamens fall (översättning av den engelska utgåvan med titeln: The fall of the Imam) (översättning Hans O. Sjöström, Ordfront, 1988)
- Törst: noveller (översättning Marina Stagh (från arabiska) och Hans O. Sjöström (från engelska) (Ordfront, 1990)
- Livets källa (översättning av den engelska utgåvan med titeln: A well of life) (översättning Hans O. Sjöström, Ordfront, 1994)
- Den stulna romanen (Zina al-riwaya al-masruqa) (översättning Marie Anell, Ordfront, 2010)
- "Slöjan" (novell, i antologin Kärlek x 21: afrikanska noveller, Tranan i samarbete med Föreningen Afrikansk litteratur, 2010)
- Revolutionsskrivarna (Annahu al-damm) (översättning Marie Anell, Ordfront, 2014)

### Imamens fall
Boken Imamens fall skildrar ett fiktivt fundamentalistiskt land där imamen besitter både den andliga och den politiska makten. Ändamålet med denna auktoritära regim är att upprätthålla mannens förtryckande maktposition gentemot kvinnan. Berättelsen om kvinnoförtryck och det våld som utövas mot kvinnor är central i boken. Kvinnornas lidande är stort och de måste utstå våldtäkter, tortyr och stening från männen. Huvudkaraktären heter Bint Allah, imamens dotter född utanför äktenskapet. Bint Allahs figur kan ses som tvåfaldig, hon utgör en symbol för alla de kvinnor som religion ständigt förödmjukar samtidigt som hon förkroppsligar den kvinnosolidariska ideal som så småningom leder till den auktoritära och kvinnoförtryckande regimens fall. Original: Suqut al-Imam (1987). Imamens fall översattes till svenska 1988. 
”Innan jag föll, innan orden och bokstäverna hann blekna bort frågade jag dem: Varför låter ni alltid brottslingen gå fri och bestraffar offret? Jag är ung. Min mor dog som jungfru, och det kommer jag också göra. De sa: Du är ett syndens barn och din mor stenades till döds. Men innan bokstäverna bleknade ur min hjärna, innan den blev tom, sa jag: Jag är inte syndens barn, jag är Bint Allah.” 

## Kritik
Viss kritik har riktats mot Nawal El Saadawis arbete. Enligt Georges Tarabishi symboliserar feministerna i Saadawis romaner inte kvinnornas befrielse, utan snarare en manlig ideologi som motverkar kvinnornas intressen. Kvinnornas uppror i Saadawis romaner är i detta avseende inte resultatet av manligt förtryck, utan av deras samtycke och acceptans av förtryckarnas syn på världen. Saadawis hjältinnor anklagas dessutom för elitism. De är läkare, advokater och högutbildade kvinnor som påvisar en tydlig brist på solidaritet med andra kvinnor med lägre status. Saadawi har bemött denna kritik med att den baseras på en rigid och föråldrad freudiansk analys.

## Utmärkelser
- Stig Dagerman-priset 2012
- Hedersdoktor vid Högskolan i Gävle 2014[10]